# Dia das Américas
O Dia das Américas (ou Dia Pan-Americano) é um feriado observado por vários países da América. Comemora a Primeira Conferência Internacional dos Estados Americanos, concluída em 14 de abril de 1890, criando a União Internacional das Repúblicas Americanas, precursora da Organização dos Estados Americanos (OEA). O feriado foi originalmente proposto pela organização em 1930, e foi celebrado pela primeira vez em 14 de abril de 1930.
Desfiles são realizados, algumas escolas encenam peças, orquestras tocam músicas, as pessoas montam exposições, e às vezes são realizados desfiles.
O primeiro Dia das Américas foi celebrado em todo o continente americano em 1931. O dia 14 de abril foi escolhido por ser em 1890 a data em que, por resolução da Primeira Conferência Internacional Americana (realizada no Distrito de Colúmbia, entre outubro de 1889 e abril de 1890), foi criada a União das Repúblicas Americanas e sua secretaria permanente: o Escritório Comercial das Repúblicas Americanas. Estas deram lugar à União Pan-Americana, e finalmente, à atual Organização dos Estados Americanos (OEA) em 1948.

## Observâncias
Honduras, Guatemala e Haiti declararam o dia 14 de abril como feriado nacional. Nessas e em outras nações da então União Pan-Americana, houve recepções diplomáticas, celebrações públicas e civis, programas escolares, e um grande número de proclamações promovendo os princípios do pan-americanismo.
Uma dessas declarações garantiu que, no espírito do pan-americanismo, as nações das Américas pudessem reafirmar os ideais de paz e solidariedade continental que todos professam, fortalecer seus vínculos naturais e históricos, e recordar os interesses e aspirações comuns que fazem dos países do hemisfério um centro de influência positiva no movimento universal em favor da paz, da justiça e lei entre as nações.

### Belize
Em Belize, o Dia das Américas (Pan American Day) refere-se a 12 de outubro, que é comemorado como o Dia de Colombo nos Estados Unidos. Não deve ser confundido com o "Dia Pan-Americano", que comemora a fundação da Organização dos Estados Americanos (OEA) em 14 de abril 
Originalmente conhecido como Dia de Colombo, o Dia Pan-Americano em Belize é uma celebração das migrações dos mestiços e grupos culturais indígenas de Iucatã para Belize, criando o país que conhecemos hoje. Belize escolhe não celebrar as conquistas de Colombo, mas sim o forjamento de sua rica diversidade cultural. Os mestiços e maias iucatecos vieram para Belize em busca de uma terra calma e pacífica, livre de conflitos, onde pudessem se estabelecer.

### Honduras
Embora a Organização dos Estados Americanos (OEA) inclui 35 países, Honduras é o único país que observa um feriado para marcar os eventos de 1890. É comemorado em 14 de abril 

### Estados Unidos
Nos Estados Unidos, o Dia Pan-Americano é celebrado por proclamação presidencial em 14 de abril. Além disso, toda a semana em que cai o feriado é considerada a Semana Pan-Americana . Em 7 de abril de 2017, o presidente Donald Trump proclamou o Dia Pan-Americano e a Semana Pan-Americana em 7 de abril de 2017.

## Hino das Américas
Este hino costuma ser cantado durante as comemorações deste dia; sua letra é atribuída a Rodolfo Sciamarella. Tem várias versões; as diferenças estão nos versos em que os países são listados. A versão mais conhecida, citada a seguir, é a que exclui Cuba, já que este país foi expulso da OEA entre 1962 e 2009.
Letra original em castelhano:
Un canto de amistad, de buena vecindad,
unidos nos tendrá eternamente.
Por nuestra libertad, por nuestra lealtad
debemos de vivir gloriosamente.
Un símbolo de paz, alumbrará el vivir
de todo el continente americano.
Fuerza de optimismo, fuerza de hermandad
será este canto de buena vecindad.
Argentina, Brasil y Bolivia,
Colombia, Chile y Ecuador,
Uruguay, Paraguay, Venezuela,
Guatemala y El Salvador,
Costa Rica, Haití, Nicaragua,
Honduras y Panamá,
Norteamérica, México y Perú,
Santo Domingo y Canadá.
¡Son hermanos soberanos de la libertad!
¡Son hermanos soberanos de la libertad!
Tradução livre para o português
Um cântico de amizade, de boa vizinhança,
unidos nos terá eternamente.
Pela nossa liberdade, pela nossa lealdade
devemos viver gloriosamente.
Um símbolo de paz, iluminará o viver
de todo o continente americano.
Força do otimismo, força da fraternidade,
será esta cântico de boa vizinhança.
Argentina, Brasil e Bolívia,
Colômbia, Chile e Equador,
Uruguai, Paraguai, Venezuela,
Guatemala e El Salvador,
Costa Rica, Haiti, Nicarágua,
Honduras e Panamá,
América do Norte, México e Peru,
Santo Domingo e Canadá.
São irmãos soberanos da liberdade!
São irmãos soberanos da liberdade!
Observe que na lista de países, os Estados Unidos são mencionados como América do Norte (que é o nome da região norte do continente americano, que inclui Canadá, Estados Unidos, México, Groenlândia e Bermuda).
A lista de países da versão original, que inclui Cuba (e que é a utilizada naquele país), é a seguinte:
Variante utilizada em Cuba:
Argentina, Brasil y Bolivia,
Colombia, Chile y Ecuador,
Uruguay, Venezuela, Honduras,
Guatemala y El Salvador,
Costa Rica, Haití, Nicaragua,
Cuba y Paraguay,
Norteamérica, México y Perú,
Santo Domingo y Panamá.
Tradução livre para o português:
Argentina, Brasil e Bolívia,
Colômbia, Chile e Equador,
Uruguai, Venezuela, Honduras,
Guatemala e El Salvador,
Costa Rica, Haiti, Nicarágua,
Cuba e Paraguai,
América do Norte, México e Peru,
Santo Domingo e Panamá.
Observe a omissão do Canadá, que é considerado como incluído na menção da América do Norte. No entanto, é nomeado o México, que também pertence à América do Norte.